# Port lotniczy Sibulan
Port lotniczy Sibulan (IATA: DGT, ICAO: RPVD) – krajowy port lotniczy położony w Sibulan, na Filipinach.

## Linie lotnicze i połączenia
| Linia Lotnicza      | Kierunek                                       |
| ------------------- | ---------------------------------------------- |
| Cebgo               | 1. Cebu                                        |
| Cebu Pacific        | 1. Cebu 2. Iloilo 3. Manila                    |
| PAL Express         | 1. Manila                                      |
| Philippines AirAsia | 1. Manila                                      |
| Royhle Air Way      | Czartery: 1. Dipolog 2. Siquijor 3. Tagbilaran |